# سكوتيروديت
سكوتيروديت هو معدن من معادن الزرنيخيد للكوبالت يكون التركيب الكيميائي لوحدته البلورية على الشكل CoAs3.
يوجد المعدن على شكل بلورات تجميعية كتلية أو حبيبية ذات لون يتراوح بين الأبيض والرمادي، ومن الممكن أن يبهت لونها.
اكتشف المعدن أول مرة سنة 1845 في منطقة Skuterudåsen في النروج، وتنسب التسمية إليها.